# Obed David Evans
Obed David Evans ( 1889 - 1975 ) fue un botánico, explorador y pteridólogo brito-australiano. Realizó recolecciones en regiones de Australia: Nueva Gales del Sur; costas centrales y del norte

## Algunas publicaciones
- noel charles william Beadle, obed david Evans, roger charles Carolin. 1972. Flora of the Sydney Region. Ed. revisada de A.H. & A.W. Reed, 724 pp.

## Honores

### Eponimia
- (Cyperaceae) Schoenus evansianus K.L.Wilson[3]
- La abreviatura «O.D.Evans» se emplea para indicar a Obed David Evans como autoridad en la descripción y clasificación científica de los vegetales.[4]